# Beima (köpinghuvudort i Kina, Shandong Sheng, lat 37,61, long 120,38)
Beima (kinesiska: 北马, 北马镇) är en köpinghuvudort i Kina. Den ligger i provinsen Shandong, i den östra delen av landet, omkring 320 kilometer öster om provinshuvudstaden Jinan. Antalet invånare är 56 086. Befolkningen består av 28 308 kvinnor och 27 778 män. Barn under 15 år utgör 10,0 %, vuxna 15-64 år 76 %, och äldre över 65 år 12,0 %.
Runt Beima är det tätbefolkat, med 459 invånare per kvadratkilometer. Närmaste större samhälle är Donglai, 13,2 km öster om Beima. Trakten runt Beima består till största delen av jordbruksmark.
Genomsnittlig årsnederbörd är 727 millimeter. Den regnigaste månaden är juli, med i genomsnitt 304 mm nederbörd, och den torraste är januari, med 7 mm nederbörd.